# Horapha

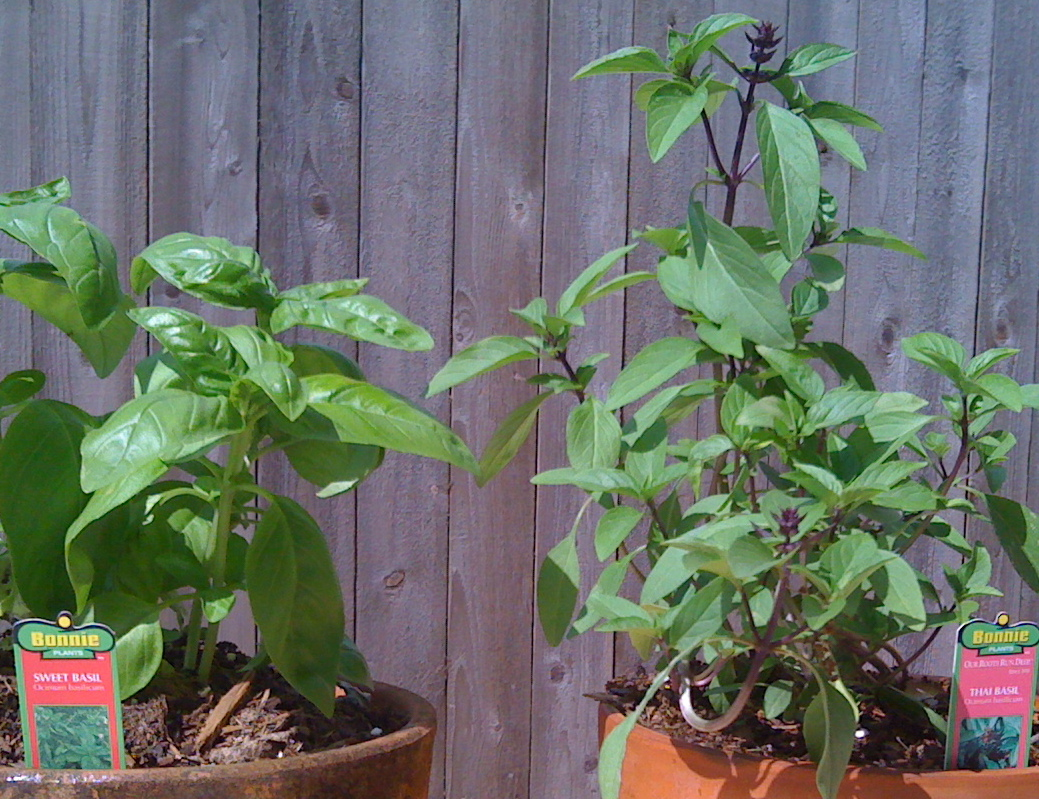
Porównanie bazylii europejskiej i tajskiej: tajska ma fioletowe łodygi i węższe liście

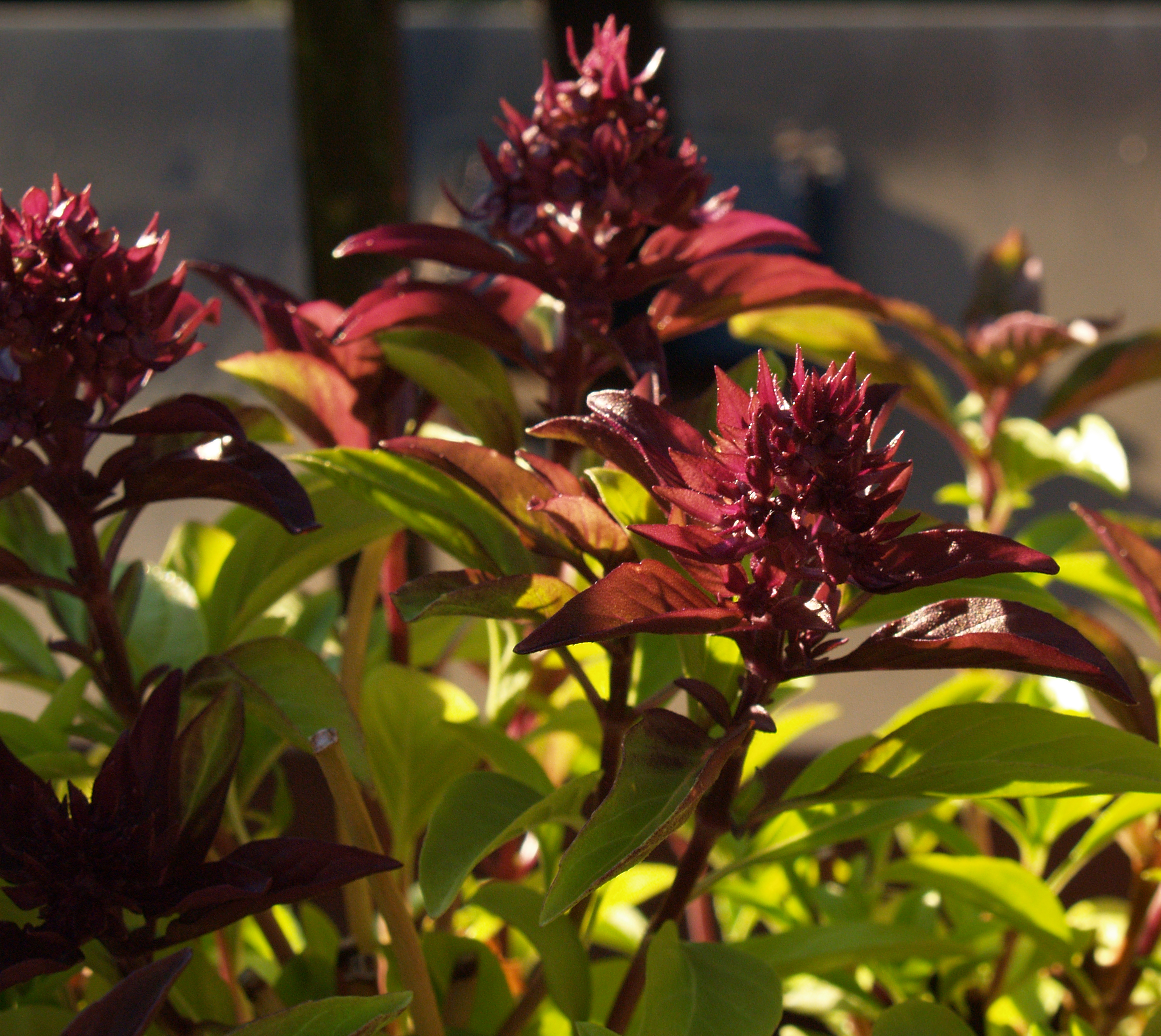
Bazylia tajska z w pełni rozwiniętymi kwiatami

Horapha (taj. โหระพา horapha; wiet. húng quế; ang. Thai basil, bazylia tajska) - jeden z kultywarów bazylii (Ocimum basilicum) o anyżkowym aromacie, stosowany jako przyprawa w kuchni tajskiej i wietnamskiej. Stanowi częsty dodatek tajskiego czerwonego i zielonego curry. W Wietnamie surowe liście podaje się jako dodatek do zupy phở.
Pomimo potocznej nazwy „bazylia tajska”, horapha nie jest jedyną odmianą bazylii używaną w kuchni krajów Azji Południowo-Wschodniej. Równie popularna jest กะเพรา kraphao – odmiana bazylii azjatyckiej (tulsi, ang. holy basil) o aromacie goździkowym. Nieco rzadsza jest odmiana o nucie cytrynowej, zwana แมงลัก maenglak.